# Margarete Wessel

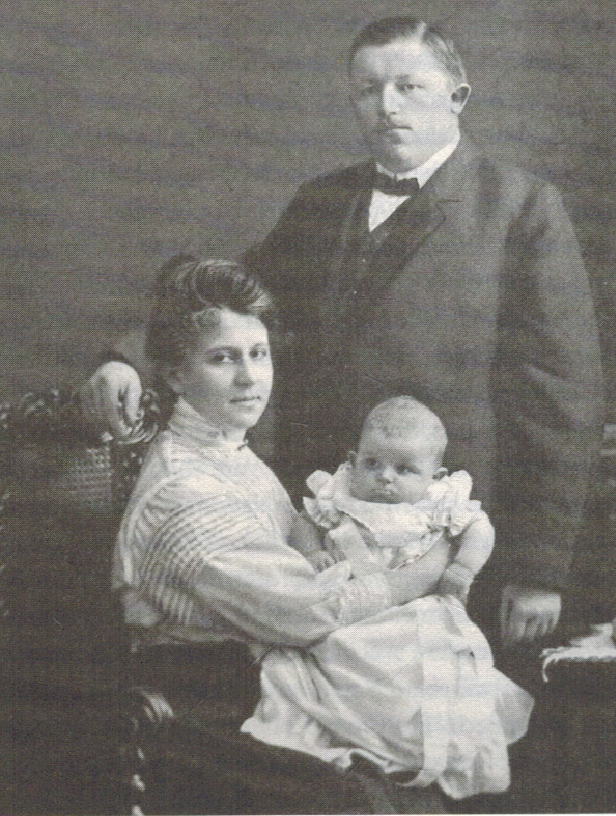
Ludwig und Margarete Wessel mit ihrem Sohn Horst kurz nach dessen Geburt 1907

Bertha Luise Margarete Wessel (Geburtsname Margarete Richter; * 1881 oder 1882 in Aerzen bei Hameln; † 12. April 1970 in Uedem) war die Mutter von Horst Wessel. Nachdem ihr Sohn von KPD-Mitgliedern getötet und in der Folgezeit von der NS-Propaganda zu einem „Märtyrer der Bewegung“ stilisiert worden war, profitierte sie erheblich von dem Heldenkult um ihn.

## Leben

### Herkunft, Ehe und Zeit des Nationalsozialismus
Margarete Wessel wuchs in Aerzen bei Hameln als Tochter eines evangelischen Pastors auf. Am 1. Mai 1906 heiratete sie in ihrer Heimatstadt den evangelischen Pfarrer Ludwig Wessel. Das Paar wohnte in Bielefeld, wo Ludwig Wessel Pastor an der Pauluskirche war. Am 9. Oktober 1907 wurden sie dort Eltern ihres Sohnes Horst. Von Februar 1908 bis Oktober 1913 wohnte die Familie in Mülheim an der Ruhr, wo Wessel zum Pastor der Altstadtgemeinde berufen war. Dort kamen die Kinder Ingeborg (* 19. Mai 1909) und Werner (* 22. August 1910) zur Welt. Danach zog die Familie nach Berlin, wo Ludwig Wessel zum 7. Juli 1913 eine Pfarrstelle an der Nikolaikirche übernahm. Margarete Wessel hatte keinen Beruf erlernt und kümmerte sich mit Unterstützung eines Dienstmädchens um den Haushalt. Ihr Ehemann wird von dem Historiker Daniel Siemens als selbstgerechter, autoritärer Familienvorstand beschrieben.
Margarete Wessel war in den Monaten vor dem Tod ihrer Söhne wegen deren Lebenswandel besorgt. Der Umgang mit den meist arbeitslosen „Proletariern“ in Verbindung mit den gewaltsamen Zusammenstößen mit dem Roten Frontkämpferbund sowie der Studienabbruch von Horst und dessen Zusammenleben mit der ehemaligen Prostituierten Erna Jaenichen waren Grund regelmäßiger Ermahnungen. Da Horst Wessel keiner geregelten Arbeit nachging, unterstützte Margarete Wessel diesen, laut Aussagen seiner Lebensgefährtin, finanziell. Erst dadurch wurde es Horst Wessel ermöglicht, ohne Berufstätigkeit mit seiner gesamten Schaffenskraft im Aufbau des von ihm geleiteten SA-Zugs tätig zu sein. Nachdem ihr ältester Sohn Horst am 14. Januar 1930 schwer verletzt ins Krankenhaus eingeliefert war, wachte Margarete Wessel vor seinem Tod am 23. Februar 1930 gemeinsam mit ihrer Tochter und Richard Fiedler an seinem Krankenbett.
Nach dem Tod und der Beerdigung von Horst Wessel zogen Mutter und Schwester von Berlin nach Hannover zu einer Schwester von Margarete Wessel, wo sie sich am 4. Mai 1930 mit der Adresse Stolzestraße 32 anmeldeten. In der umfangreichen Berichterstattung zum Prozess gegen die Täter um Albrecht Höhler wird nicht erwähnt, ob auch Familienangehörige daran teilnahmen. Der Prozess war ein Politikum, bei dem die familiäre Tragödie um eine Familie mit zwei toten Mitgliedern innerhalb von zwei Monaten öffentlich nicht interessierte. Überliefert ist, dass Margarete Wessel sich in der Prozesszeit zweimal mit Joseph Goebbels traf. Nach gemeinsamen Mittag- und Abendessen am 28. September 1930 notierte dieser in sein Tagebuch, dass sie nach dem Tag mit ihm „ganz zufrieden“ in den Zug stieg. Ansonsten sei sie aber eine „unglückliche und innerlich gebrochene Mutter“. Am 26. März 1931 zog Margarete Wessel mit ihrer Tochter Ingeborg zurück nach Berlin. Die neue Wohnung lag im bürgerlich geprägten, vergleichsweise ruhigen Wilmersdorf.
Die Inhalte des zur Glorifizierung Horst Wessels im Jahr 1932 von Hanns Heinz Ewers veröffentlichten Romans Horst Wessel. Ein deutsches Schicksal wurden von Mutter und Schwester Wessel stark zensiert. Nur andeutungsweise gelang es Ewers, darin das Verhältnis mit Erna Jaenichen zu erwähnen, sodass Horst Wessel in dem Roman als quasi geschlechtsloser, gefühlskalter Mensch dargestellt wird. Zum Wahrheitsgehalt enthaltener Passagen von „zehn glühenden Nächten“ mit einer jungen Österreicherin lassen sich keine Beweise finden. Obwohl Evers privat über die Eingriffe in den Inhalt durch die Familie Wessel klagte, widmete er das Buch Margarete Wessel. In dem Roman wie auch später rund um den „Wessel-Kult“ wurde sie als Idealtypus der „deutschen Mutter“ stilisiert und mit Anleihen an religiöse Symbolik dargestellt. Im November 1933 protestierte Margarete Wessel gegen die Aufführung des Propagandafilms Hans Westmar, da sie in diesem eine „Schändung“ des Ansehens ihres Sohnes sah.
Nach der Machtergreifung nahm der Kult um Horst Wessel heute nur noch schwer vorstellbare Ausmaße an. Seine Angehörigen konnten davon finanziell profitieren. Hans Bernd Gisevius beschrieb nach dem Zweiten Weltkrieg den Sachverhalt, dass Margarete und Ingeborg Wessel als Familienmitglieder des von der NS-Bewegung besonders in der Zeit nach der sogenannten Machtergreifung zum quasi „Nationalheiligen“ stilisierten Horst Wessel sowohl in der Presse als auch auf NS-Veranstaltungen omnipräsent waren. Ingeborg Wessel gab Ende 1933 die Biografie Mein Bruder Horst im nationalsozialistischen Franz-Eher-Verlag heraus, die bis 1941 in zwölf Auflagen erschien. Auch das von ihr veröffentlichte Neue Buch für Mädels erschien in mindestens sieben Auflagen.
Zu Einweihungen von Denkmälern und Gedenktafeln wurde Margarete Wessel im gesamten Deutschen Reich eingeladen und nahm mit Ehrenkarten an den NSDAP-Parteitagen der Jahre 1933 bis 1935 teil. Unter anderem war sie Ehrengast bei der Enthüllung des Denkmals auf dem St.-Marien- und St.-Nikolai-Friedhof I und bei der Anbringung einer Gedenkplatte an ihrem ehemaligen Wohnhaus in der Jüdenstraße, ersteres im Beisein der gesamten NSDAP-Prominenz einschließlich Adolf Hitlers. Anfang 1933 beantragten ihre Tochter Ingeborg und sie die Aufnahme in die NSDAP mit den Mitgliedsnummern der toten Familienangehörigen (Horst 48.434; Werner 92.715), um in den Genuss der Vorzugsbehandlung Alter Kämpfer zu kommen. Aus „grundsätzlichen Erwägungen“ wurden ihnen die Mitgliedsnummern versagt. Sie wurden allerdings trotz Aufnahmesperre zum 16. Februar 1934 mit den Mitgliedsnummern 2.084.783 für Margarete Wessel und 2.084.611 für ihre Tochter aufgenommen. Im Oktober 1937 war Magarete Wessel Ehrengast von Benito Mussolini bei den Feierlichkeiten zum 15. Jahrestag des sogenannten „Marsches auf Rom“.
Im Jahr 1935 schenkte ihr die Gemeinde Krummhübel (heute Karpacz in der Woiwodschaft Niederschlesien) ein 3600 m² großes, repräsentatives Grundstück nur wenige Kilometer vom Todesort Werner Wessels entfernt. Dort ließ Ingeborg Wessel ein Haus mit einer Wohnfläche von 200 m² mit zur damaligen Zeit gehobener Ausstattung wie Zentralheizung und Garage bauen. An den Kosten beteiligte sich, wie Daniel Siemens annimmt, die NSDAP. Dieses Haus bewohnten Margarete Wessel mit Tochter und Enkeln ab Ende 1942, auf der Flucht vor den Luftangriffen der Alliierten, als ersten Wohnsitz. Gleichzeitig schafften sie alle familiären Wertgegenstände ins Riesengebirge. Vor der vorrückenden Roten Armee flüchteten sie über die Zwischenstation Dresden, wo sie bei den Luftangriffen am 13. und 14. Februar 1945 nach eigenen Angaben sämtlichen Besitz verloren, ins Weserbergland. Margarete Wessel war seit 1933 Ehrenbürgerin von Hameln. Im benachbarten Hajen fand sie mit ihrer Tochter und deren Kindern eine Unterkunft.
Die ihr verliehene Ehrenbürgerschaft der Stadt Hameln wurde 2017 offiziell wieder aberkannt.

### Nach dem Zweiten Weltkrieg
Magarete Wessel erhielt seit 1945 eine Sozialrente vom Versorgungsamt Hildesheim sowie eine monatliche „Nothilfeunterstüzung“ aus der Ostpfarrerversorgung, letztere zuerst vom Landeskirchenamt Hannover und später von der Evangelischen Kirche im Rheinland. Im Schriftwechsel, mit dem sie diese beantragt hatte, leugnete sie ihre Kinder und stellte sich als einsame, arme, alte Frau dar, die auf die mildtätigen Gaben der Kirche angewiesen sei. Nachweislich hat ihr Schwiegersohn, der gemeinsam mit ihrer Tochter ein hohes Familieneinkommen hatte, ihr mehrfach Kuren verschrieben, so dass diese Angaben von ihr gelogen waren. Zwischen dem 20. Juli 1957 und dem 15. August 1968 erhielt sie 23.178,80 DM als Entschädigung für das Haus in Krummhübel nach dem Lastenausgleichsgesetz.
Magarete Wessel verbrachte einen materiell sorgenfreien Lebensabend. Ihr eigenes Verhalten während der Zeit des Nationalsozialismus stellte sie nie in Frage, obwohl sie vom Heldenkult um Horst Wessel erheblich profitiert hatte.
Sie starb am 12. April 1970 im St.-Laurentius-Hospital in der Gemeinde Uedem im Landkreis Kleve.